# István Fejes

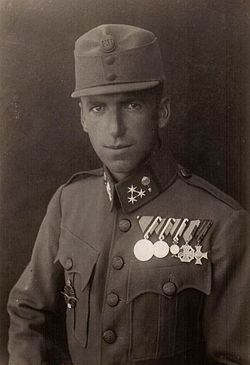
István Fejes (1917 o. 1918)

Vitéz István Fejes, auch Stefan Fejes (* 30. August 1891 in Raab, Österreich-Ungarn; † 1. Mai 1951 in Budapest) war ein Pilot der k.u.k. Luftfahrtruppen im Ersten Weltkrieg.

## Leben
Fejes wurde 1912 in das k.u. Landwehrregiment 14 eingezogen und war bei Kriegsausbruch noch in der Armee. Nach einer Verwundung an der Ostfront im September 1914 und sechsmonatiger Rekonvaleszenz wurde er dem k.u.k. Kraftfahrkorps zugewiesen. Ein weiteres Jahr später erhielt er Flugausbildung und im Februar 1917 wurde er der Fliegerkompanie Flik 19 zugewiesen. Stationiert war die Kompanie unter dem Kommando von Adolf Heyrowsky bei Haidenschaft an der Isonzofront.
Mit fünf Siegen bereits ein sogenanntes Fliegerass, wurde er im Oktober 1917 der Jagdfliegerkompanie Flik 51J zugewiesen. Dort blieb er bis Kriegsende.
Ab 1928 war Fejes Ausbilder bei den heimlich aufgebauten ungarischen Luftstreitkräften, deren Unterhalt Ungarn nach dem Vertrag von Trianon untersagt war. Von 1930 bis 1940 war er Pilot bei einer zivilen Fluggesellschaft. Im Zweiten Weltkrieg flog er Transportmaschinen für die ungarische Luftwaffe.
1929 wurde er Ritter des ungarischen Ordens Vitézi Rend.